# Maksim Bokow
Maksim Eduardowicz Bokow (ros. Максим Эдуардович Боков, ur. 29 sierpnia 1973 w Leningradzie) – rosyjski piłkarz grający na pozycji środkowego obrońcy. W swojej karierze rozegrał 3 mecze w reprezentacji Rosji.

## Kariera klubowa
Swoją karierę piłkarską Bokow rozpoczął w klubie Zenit Petersburg. W 1990 roku awansował do pierwszego zespołu i wtedy też zadebiutował w jego barwach w Pierwej Lidze ZSRR. W sezonie 1992 stał się podstawowym zawodnikiem Zenitu. Grał w nim do końca sezonu 1996.
W 1997 roku Bokow został zawodnikiem CSKA Moskwa. W sezonie 1998 wywalczył z CSKA wicemistrzostwo Rosji. W 2002 roku odszedł do Uralanu Elista. Grał w nim przez rok. W 2003 roku podpisał kontrakt z Terekiem Grozny. W sezonie 2004 awansował z nim z Pierwszej Dywizji do Priemjer-Ligi. W 2006 roku odszedł z Tereka do klubu Salut-Eniergija Biełgorod, w którym po sezonie zakończył karierę.
| Sezon | Klub                      | Kraj  | Rozgrywki        | Mecze | Gole |
| ----- | ------------------------- | ----- | ---------------- | ----- | ---- |
| 1990  | Zenit Leningrad           | ZSRR  | Pierwaja Liga    | 5     | 0    |
| 1991  | Zenit Petersburg          | Rosja | Pierwyj diwizion | 14    | 2    |
| 1992  | Zenit Petersburg          | Rosja | Priemjer-Liga    | 29    | 0    |
| 1993  | Zenit Petersburg          | Rosja | Pierwyj diwizion | 35    | 3    |
| 1994  | Zenit Petersburg          | Rosja | Pierwyj diwizion | 40    | 0    |
| 1995  | Zenit Petersburg          | Rosja | Pierwyj diwizion | 34    | 0    |
| 1996  | Zenit Petersburg          | Rosja | Priemjer-Liga    | 31    | 1    |
| 1997  | CSKA Moskwa               | Rosja | Priemjer-Liga    | 30    | 0    |
| 1998  | CSKA Moskwa               | Rosja | Priemjer-Liga    | 27    | 1    |
| 1999  | CSKA Moskwa               | Rosja | Priemjer-Liga    | 28    | 1    |
| 2000  | CSKA Moskwa               | Rosja | Priemjer-Liga    | 22    | 0    |
| 2001  | CSKA Moskwa               | Rosja | Priemjer-Liga    | 8     | 1    |
| 2002  | Uralan Elista             | Rosja | Priemjer-Liga    | 20    | 0    |
| 2003  | Terek Grozny              | Rosja | Pierwyj diwizion | 39    | 0    |
| 2004  | Terek Grozny              | Rosja | Pierwyj diwizion | 38    | 1    |
| 2005  | Terek Grozny              | Rosja | Priemjer-Liga    | 14    | 1    |
| 2006  | Salut-Eniergija Biełgorod | Rosja | Pierwyj diwizion | 33    | 1    |

## Kariera reprezentacyjna
W reprezentacji Rosji Bokow zadebiutował 7 lutego 1997 roku w zremisowanym 1:1 meczu Carlsberg Cup 1997 z Jugosławią, rozegranym w Hongkongu. Ogółem w kadrze narodowej wystąpił trzykrotnie (wszystkie 3 mecze rozegrał w 1997 roku).